# Fred Sauer
Fred Sauer, de son vrai nom Alfred Sauer, né le 14 juillet 1886 à Graz (Autriche-Hongrie) et mort le 17 septembre 1952  à Berlin (Allemagne), est un réalisateur, scénariste et acteur austro-hongrois puis autrichien.

## Filmographie

### comme réalisateur
- 1915 : Der Mann mit der leuchtenden Stirn
- 1915 : Der Strumpf, court-métrage
- 1916 : Die Einsame
- 1916 : Der Mann im Eis
- 1918 : Der seltsame Gast
- 1919 : Not und Verbrechen
- 1919 : Im Dienste der Liebe
- 1919 : Die Nacht des Grauens
- 1919 : Die Gesunkenen
- 1920 : Die 999. Nacht
- 1920 : Das Grauen (it)
- 1920 : Der Abenteurer von Paris
- 1920 : Das Gesetz der Wüste
- 1920 : Der gelbe Diplomat
- 1920 : Der Apachenlord (en)
- 1920 : Der Tod im Nacken
- 1920 : Dämon Blut
- 1921 : Monte Carlo (en)
- 1921 : Wer unter Euch ohne Sünde ist...
- 1921 : Die Diktatur der Liebe
- 1921 : Vergiftetes Blut
- 1921 : Aus den Tiefen der Großstadt
- 1921 : Die Schuldige
- 1921 : Madame X und die Schwarze Hand
- 1921 : Die Schreckensmühle
- 1921 : Das Komplott im Bankviertel
- 1922 : Die Silbermöve
- 1922 : Jugend
- 1922 : Die Schatten jener Nacht
- 1922 : Die Männer der Frau Clarissa
- 1923 : Time Is Money
- 1923 : Das Komödiantenkind
- 1924 : Das kalte Herz
- 1925 : Aufstieg der kleinen Lilian (en)
- 1925 : Friesenblut
- 1925 : Schiff in Not
- 1925 : Die Millionenkompagnie
- 1926 : Deutsche Herzen am deutschen Rhein (en)
- 1926 : Wenn das Herz der Jugend spricht (en)
- 1927 : Die Frau die nicht nein sagen kann
- 1927 : Der Sieg der Jugend
- 1927 : Das Erwachen des Weibes (en)
- 1928 : Er geht rechts - Sie geht links!
- 1928 : Ledige Mütter
- 1928 : In Werder blühen die Bäume... - Die Geschichte zweier lustiger Berliner Jungen
- 1929 : Lockendes Gift (en)
- 1929 : Die Abenteurer G.m.b.H.
- 1929 : Fräulein Fähnrich (en)
- 1929 : Möblierte Zimmer (en)
- 1930 : Gefahren der Brautzeit
- 1930 : Stud. chem. Helene Willfüer
- 1930 : Wiener Herzen
- 1930 : Ein Walzer im Schlafcoupé
- 1931 : Die Fremde (it)
- 1931 : Der Tanzhusar
- 1932 : Der Stolz der 3. Kompanie
- 1933 : Der Kampf um den Bär
- 1933 : Heimat am Rhein
- 1934 : Der Meisterboxer
- 1934 : Alte Kameraden
- 1934 : Der Herr Senator. Die fliegende Ahnfrau
- 1934 : Die beiden Seehunde (en)
- 1935 : Alles weg’n dem Hund (en)
- 1936 : Mädchenräuber
- 1936 : Blinde Passagiere
- 1937 : Gordian, der Tyrann
- 1937 : Der Lachdoktor

### comme scénariste
- 1926 : Les Voleurs de gloire / Die Frau in Gold (en)
- 1928 : Liebe und Diebe / Die Hotelratte (en)

### comme acteur
- 1913 : Dichterlos de Fred Sauer
- 1913 : Das Recht auf Dasein de Joseph Delmont
- 1913 : Das Tagebuch eines Toten de Joseph Delmont
- 1913 : Der geheimnisvolle Klub, court-métrage de Joseph Delmont : Gerhard Bern
- 1913 : Auf einsamer Insel, court-métrage de Joseph Delmont : Pieter Boes
- 1914 : Pauline de Henri Étiévant
- 1915 : Der Mann mit der leuchtenden Stirn de Fred Sauer
- 1916 : Die nicht sterben sollen...
- 1916 : Die Einsame de Fred Sauer
- 1916 : Der Mann im Eis de Fred Sauer
- 1920 : Dämon Blut de Fred Sauer